# Liste der Naturdenkmale in Wallhausen (Württemberg)
| Naturdenkmale | Anzahl |
| ------------- | ------ |
| FND           | 15     |
| END           | 7      |
| Gesamt        | 22     |

Die Liste der Naturdenkmale in Wallhausen nennt die verordneten Naturdenkmale (ND) der im baden-württembergischen Landkreis Schwäbisch Hall liegenden Gemeinde Wallhausen. In Wallhausen gibt es insgesamt 22 als Naturdenkmal geschützte Objekte, davon 15 flächenhafte Naturdenkmale (FND) und 7 Einzelgebilde-Naturdenkmale (END).
Stand: 1. November 2016.

## Flächenhafte Naturdenkmale (FND)
| Name                                              | Bild | Kennung     | Einzelheiten | Position | Fläche Hektar | Datum         |
| ------------------------------------------------- | ---- | ----------- | ------------ | -------- | ------------- | ------------- |
| Alter Steinbruch bei Wallhausen                   | BW   | 81270910009 | Wallhausen   | ⊙        | 0,1           | 20. Nov. 1989 |
| Alter Steinbruch bei Wallhausen                   | BW   | 81270910015 | Wallhausen   | ⊙        | 1,1           | 21. Okt. 1994 |
| Bachgehölz südl. Asbach                           | BW   | 81270910021 | Wallhausen   | ⊙        | 2,9           | 21. Okt. 1994 |
| Doline auf Flst.662                               | BW   | 81270910017 | Wallhausen   | ⊙        | 0,0           | 21. Okt. 1994 |
| Doline im Drachenholz                             | BW   | 81270910018 | Wallhausen   | ⊙        | 0,3           | 21. Okt. 1994 |
| Doline im Hornberger Wald                         | BW   | 81270910023 | Wallhausen   | ⊙        | 0,1           | 21. Okt. 1994 |
| Doline in den Sandäckern                          | BW   | 81270910013 | Wallhausen   | ⊙        | 0,0           | 20. Nov. 1989 |
| Dolinenkette im Eichholz                          | BW   | 81270910016 | Wallhausen   | ⊙        | 0,6           | 21. Okt. 1994 |
| Feldgehölz an der Bahnlinie Wallhausen-Rot am See | BW   | 81270910010 | Wallhausen   | ⊙        | 0,8           | 20. Nov. 1989 |
| Feldgehölz bei Hengstfeld                         | BW   | 81270910008 | Wallhausen   | ⊙        | 0,1           | 20. Nov. 1989 |
| Honigbergwasen bei Schainbach                     | BW   | 81270910020 | Wallhausen   | ⊙        | 4,3           | 21. Okt. 1994 |
| Laubwald mit Pflanzenstandort                     | BW   | 81270910006 | Wallhausen   | ⊙        | 0,5           | 24. Okt. 1983 |
| Quelle im Brühl                                   | BW   | 81270910012 | Wallhausen   | ⊙        | 0,0           | 20. Nov. 1989 |
| Weidenbachversickerung                            | BW   | 81270910019 | Wallhausen   | ⊙        | 1,1           | 21. Okt. 1994 |
| 2 Dolinen im Unteren Leicher                      | BW   | 81270910011 | Wallhausen   | ⊙        | 0,2           | 20. Nov. 1989 |
| Legende für Naturdenkmal                          |      |             |              |          |               |               |

## Einzelgebilde (END)
| Name                          | Bild | Kennung     | Einzelheiten | Position | Fläche Hektar | Datum         |
| ----------------------------- | ---- | ----------- | ------------ | -------- | ------------- | ------------- |
| Baumgruppen bei Limbach       | BW   | 81270910004 | Wallhausen   | ⊙        | 0,0           | 23. Dez. 1975 |
| Michelbacher Dorflinde        | BW   | 81270910007 | Wallhausen   | ⊙        | 0,0           | 24. Okt. 1983 |
| Zweistämmige Erle             | BW   | 81270910002 | Wallhausen   | ⊙        | 0,0           | 25. Feb. 1954 |
| 1 Hochstämmige Weide          | BW   | 81270910001 | Wallhausen   | ⊙        | 0,0           | 25. Feb. 1954 |
| 1 Hochstämmige Weide          | BW   | 81270910014 | Wallhausen   | ⊙        | 0,0           | 20. Nov. 1989 |
| 1 Linde vor dem ehem. Rathaus | BW   | 81270910005 | Wallhausen   | ⊙        | 0,0           | 28. Dez. 1959 |
| 2 Winterlinden                | BW   | 81270910003 | Wallhausen   | ⊙        | 0,0           | 25. Feb. 1954 |
| Legende für Naturdenkmal      |      |             |              |          |               |               |